# Хаджибей (поїзд № 148/147)
«Хаджибéй» — нічний швидкий поїзд з групою фірмових вагонів 2-го класу № 147/148 Одеської залізниці сполученням Одеса — Київ — Житомир.
Протяжність маршруту складає — 833 км.
На даний поїзд є можливість придбати електронний квиток.

## Історія
До 2012 року поїзд курсував під № 695/696. З 2012 року отримав новий № 147/148. «Укрзалізницею» розглядалося питання скасування чи зміни маршруту руху поїзда. Пояснювалось це частковою нерентабельністю, а також запуском поїздів «Інтерсіті+». У лютому 2015 року «Укрзалізниця» повідомила про планову відміну цього поїзда та в результаті численних звернень і скарг відмінила своє рішення.
Після скасування поїзда № 138/137 сполученням Черкаси — Одеса, цей поїзд був єдиним, який сполучав ці два обласних міста.
З 18 березня 2020 по 29 квітня 2021 року поїзд був тимчасово скасований через пандемію COVID-19.
З 29 квітня по 27 травня 2021 року рух поїзда відновлено з курсуванням через день.
З 28 травня 2021 року поїзду відновлено щоденне курсування.
У зв'язку з російським вторгенням в Україну і руйнуванням залізничного мосту через Південний Буг у Миколаївській області, поїзд курсував через станції Голта, Подільськ, Роздільна I. З 27 січня 2025 року відновлено курсування через станції Південноукраїнська, Вознесенськ, Колосівка.
10 червня 2025 року пресслужба Укрзалізниці повідомила про продовження на літній період маршруту руху поїзда № 147/148 сполученням Одеса — Київ до Житомира. Також додано зупинку на станції Фастів I.

## Інформація про курсування
Нічний швидкий поїзд «Хаджибей» зазвичай курсує цілий рік, щоденно і прямує через 7 областей України: Одеську, Миколаївську, Кіровоградську, Черкаську, Полтавську, Київську та Житомирську.
На маршруті руху здійснює зупинки на 24 проміжних станціях. Тривалі зупинки на 5 станціях: Помічна, Імені Тараса Шевченка, Черкаси, Гребінка, Київ-Пасажирський.
В межах міста Одеса поїзд додатково зупиняється на станції Одеса-Східна, в межах міста Київ — на станції Дарниця в обох напрямках.
| Розклад руху поїзда «Хаджибей» на 2025 рік | Розклад руху поїзда «Хаджибей» на 2025 рік | Розклад руху поїзда «Хаджибей» на 2025 рік | Розклад руху поїзда «Хаджибей» на 2025 рік | Розклад руху поїзда «Хаджибей» на 2025 рік |
| Час прибуття                               | Час відправлення                           | Станція                                    | Час прибуття                               | Час відправлення                           |
| ------------------------------------------ | ------------------------------------------ | ------------------------------------------ | ------------------------------------------ | ------------------------------------------ |
| —                                          | 19:33                                      | Одеса                                      | 06:16                                      | —                                          |
| 09:02                                      | 09:58                                      | Київ                                       | 16:34                                      | 17:25                                      |
| 12:27                                      | —                                          | Житомир                                    | —                                          | 13:58                                      |

Актуальний розклад руху вказано у розділі «Розклад руху призначених поїздів» на офіційному вебсайті «Укрзалізниці».

## Склад поїзда
На маршруті руху курсує два склади поїзда формування ПКВЧ-4 станції Імені Тараса Шевченка.
Поїзд складається з 16 вагонів:
- 11 плацкартних (№ 6—16);
- 1 вагон класу «Люкс» (№ 5);
- 4 купейних (фірмові вагони 2-го класу № 1—4).

В складі поїзда за вказівкою призначається вагон безпересадкового сполучення Київ — Черкаси (3 рази на місяць).
Схема поїзда може відрізнятися від наведеної в залежності від сезону (зима, літо). Точну схему на конкретну дату можна подивитися в розділі «Оn-line резервування та придбання квитків» на офіційному вебсайті ПАТ «Укрзалізниця».
Нумерація вагонів по прибутті/відправленні по станції Київ-Пасажирський — зі східної сторони вокзалу.
| Типи локомотивів, з якими прямує поїзд | Типи локомотивів, з якими прямує поїзд                 | Типи локомотивів, з якими прямує поїзд |
| Тип локомотива                         | Дільниця маршруту руху                                 | Локомотивне депо                       |
| -------------------------------------- | ------------------------------------------------------ | -------------------------------------- |
| ВЛ80Т, ВЛ80С ВЛ40У                     | Одеса — Помічна                                        | Знам'янка/Подільськ                    |
| ТЕП70, 2ТЕ10УТ                         | Помічна — Імені Тараса Шевченка                        | Імені Тараса Шевченка                  |
| ТЕП70, 2ТЕ10УТ                         | Імені Тараса Шевченка — Гребінка (зміна напрямку руху) | Імені Тараса Шевченка                  |
| ВЛ80Т, ЧС4                             | Гребінка — Київ                                        | Гребінка                               |

## Подія
25 липня 2018 року, через крадіжку кабелю на станції Одеса-Мала, відбулася затримка поїзда.